# Pierre Plihon
Pierre Plihon, född 29 oktober 1989, är en fransk bågskytt. Han deltog vid olympiska sommarspelen 2016 och olympiska sommarspelen 2020.